# Rabindra Dharmaraj
Rabindra Dharmaraj (* 19. Mai 1946 in Sivakasi; † 11. Februar 1981 in Bombay) war ein indischer Filmregisseur.

## Leben
Dharmaraj begann als Journalist im Vietnamkrieg auf US-amerikanischer Seite und Nachrichtensprecher beim Radio. 1971 ging er nach Bombay und trat der Pfingstkirche (Pentecostal Church) bei. Er sprach Kommentare für Dokumentarfilmproduktionen der Films Division und assistierte Fali Bilimoria, Shyam Benegal und anderen. In Kalifornien absolvierte er einen Kurs in Film- und Videoproduktion und arbeitete danach in Bombay als Werbefilmer für die Agenturen Lintas und Hindustan Thompson. Währenddessen drehte er auch einige kurze Dokumentarfilme.
1980 entstand sein einziger Spielfilm Chakra, für den er auf dem Filmfestival Locarno mit dem Goldenen Leoparden und dem Preis der Ökumenischen Jury ausgezeichnet wurde. Dharmaraj starb noch vor Veröffentlichung des Films.

## Filmografie
- 1971: Crisis on the Campus
- 1974: No Trees Grown
- 1976: Indian Airlines ... Pride of India
- 1981: Das Rad des Glücks (Chakra)